# Kawazura Akinari
Akinari Kawazura (河面 旺成 Kawazura Akinari, sinh ngày 3 tháng 5 năm 1994) là một cầu thủ bóng đá người Nhật Bản. Anh thi đấu cho Omiya Ardija.

## Sự nghiệp
Akinari Kawazura gia nhập câu lạc bộ tại J1 League Omiya Ardija năm 2017. Ngày 12 tháng 4 năm anh ra mắt ở J.League Cup (v Kashiwa Reysol).

## Thống kê câu lạc bộ
Cập nhật đến ngày 22 tháng 2 năm 2018.
| Thành tích câu lạc bộ | Thành tích câu lạc bộ | Thành tích câu lạc bộ | Giải vô địch | Giải vô địch | Cúp                   | Cúp                   | Cúp Liên đoàn         | Cúp Liên đoàn         | Tổng cộng | Tổng cộng |
| Mùa giải              | Câu lạc bộ            | Giải vô địch          | Số trận      | Bàn thắng    | Số trận               | Bàn thắng             | Số trận               | Bàn thắng             | Số trận   | Bàn thắng |
| Nhật Bản              | Nhật Bản              | Nhật Bản              | Giải vô địch | Giải vô địch | Cúp Hoàng đế Nhật Bản | Cúp Hoàng đế Nhật Bản | Cúp Hoàng đế Nhật Bản | Cúp Hoàng đế Nhật Bản | Tổng cộng | Tổng cộng |
| --------------------- | --------------------- | --------------------- | ------------ | ------------ | --------------------- | --------------------- | --------------------- | --------------------- | --------- | --------- |
| 2017                  | Omiya Ardija          | J1 League             | 1            | 0            | 2                     | 0                     | 6                     | 0                     | 9         | 0         |
| Tổng                  | Tổng                  | Tổng                  | 1            | 0            | 2                     | 0                     | 6                     | 0                     | 9         | 0         |